# Neue Juristische Online-Zeitschrift
Die Neue Juristische Online-Zeitschrift (NJOZ) ist eine Fachzeitschrift der Rechtswissenschaft, die vor allem der Publikation von höchstrichterlichen Entscheidungen und von Aufsätzen mit Relevanz für die Rechtspraxis dient. Sie wird im Verlag C. H. Beck herausgegeben. Die Redaktion hat ihren Sitz in Frankfurt am Main.
Die NJOZ wurde im Jahr 2001 zum Start von Beck-Online gegründet und erscheint ausschließlich als elektronische Ressource. Erscheinungsweise: wöchentlich.